# Susan B. Anthony
Pour les articles homonymes, voir Anthony.
Pour l'organisation américaine anti-avortement, voir Susan B. Anthony List.
Susan Brownell Anthony, née le 15 février 1820 et morte le 13 mars 1906 est une militante américaine des droits civiques, qui a notamment joué un rôle central dans la lutte pour le suffrage des femmes aux États-Unis qui a abouti en 1920 à l'adoption du dix-neuvième amendement de la Constitution américaine, donnant le droit de vote aux femmes.
Cofondatrice, avec Elizabeth Cady Stanton, de la National Woman Suffrage Association, elle sillonne les États-Unis et l'Europe en donnant de 75 à 100 conférences par an pour les droits des femmes, pendant plus de 45 ans. Lors de l'élection présidentielle de 1872, qui voit la réélection du président Ulysse S. Grant pour un second mandat, Susan Anthony est arrêtée et condamnée pour avoir tenté de voter.

## Biographie

### Enfance et études

#### Origines
Susan B. Anthony naît et est élevée à West Grove, près de la ville de Adams (Massachusetts). Elle est la deuxième enfant d'une fratrie qui en compte huit — Guelma Penn (1818–1873), Hannah Lapham (1821–1877), Daniel Read (1824–1904), Mary Stafford (1827–1907), Eliza Tefft (1832–1834) et Jacob Merritt (1834–1900). Ses parents sont Daniel Anthony (1794–1862) et Lucy Read (1793–1880). Un de ses frères, Daniel Read Anthony, devient un éditeur engagé dans le mouvement anti-esclavage dans l'État du Kansas, tandis qu'une de ses sœurs, Mary Stafford Anthony, devient enseignante et défenseuse des droits de la femme.
Son père était un fabricant de coton et un abolitionniste notoire, né dans la religion des quakers mais pourtant très ouvert d'esprit. Il ne tolère pourtant pas de jouets ou de distractions dans le ménage, en prétendant qu'ils détourneraient l'âme de ses enfants de la « lumière intérieure ». Sa mère, Lucy, était élève dans l'école de Daniel. Les deux jeunes gens tombent amoureux et se marient en 1817, malgré les craintes de Lucy au sujet de son intégration parmi les quakers. Elle participe à une convention tenue en août 1848 sur les droits des femmes de Rochester, deux semaines après l'historique convention de Seneca Falls, et signe la Déclaration des Sentiments de la Convention de Rochester. Lucy et Daniel Anthony encouragent leurs enfants à faire preuve d'autodiscipline, et d'estime de soi.

#### Enfance
Susan est une enfant précoce. Elle a ainsi appris à lire et à écrire seule à l'âge de trois ans. En 1826, sa famille déménage du Massachusetts pour l'État de New York, dans le hameau de Battenville. Elle fréquente alors une école locale, où un instituteur refuse de lui enseigner les divisions, parce qu'elle est une fille. Apprenant cela, son père la place dans une école à domicile en groupe, où il donne lui-même des leçons. Elle commence alors en même temps à nourrir de l'admiration pour Mary Perkins, une autre de ses enseignantes, qui la conforte dans l'idée que les femmes aussi peuvent prétendre à des professions intellectuelles.
En 1837, elle est envoyée à la Deborah Moulson's Female Seminary, un pensionnat de quakers de Philadelphie. Elle n'y est pas très heureuse mais n'y reste en définitive que peu de temps. Elle est alors plus ou moins forcée de mettre un terme à ses études, car sa famille, comme beaucoup d'autres, se retrouve ruinée financièrement par la panique de 1837. Leurs pertes financières étaient tellement grandes que ses parents ont même tenté de se séparer de tous leurs biens lors d'une vente aux enchères, jusqu'à ce qu'un oncle, Joshua Read, leur vienne en aide.

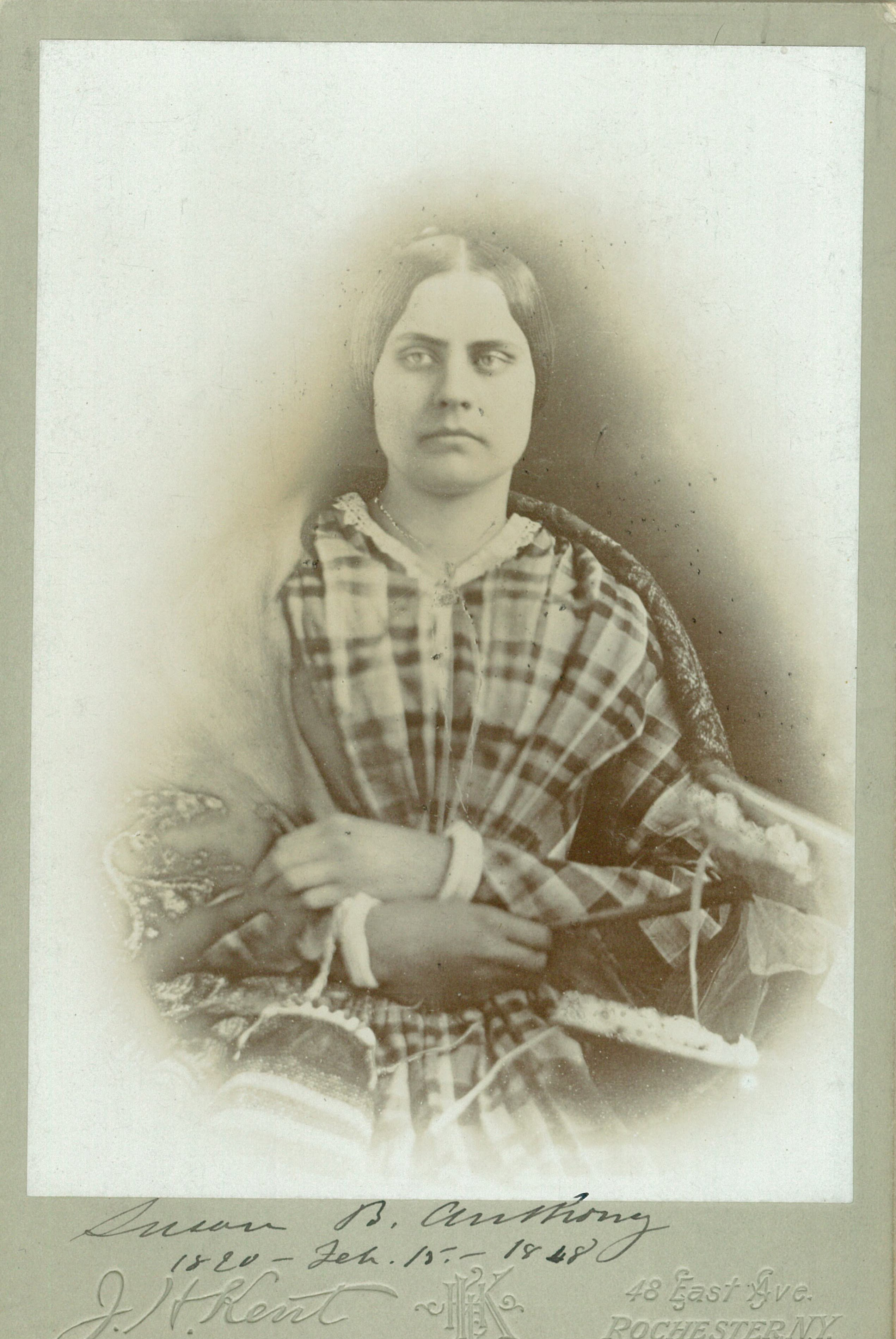
Susan Anthony, à 28 ans.

En 1839, la famille déménage à Hardscrabble (dans l'État de New York), encore en raison de la crise financière. La même année, Susan Anthony quitte la maison familiale pour partir enseigner et ainsi aider son père à payer ses dettes. Elle travaille tout d'abord au Eunice Kenyon's Friends' Seminary, puis à la Canajoharie Academy en 1846, où elle devient directrice du département scolaire féminin. Son premier combat féministe est alors de se battre pour des salaires équivalents entre les enseignants des deux sexes, alors que les professeurs masculins gagnent en moyenne quatre fois plus que leurs collègues féminines.
En 1849, à l'âge de 29 ans, elle quitte l'enseignement et retourne à la ferme familiale de Rochester. Elle commence à participer à des conventions et des rassemblements de la ligue de tempérance. Elle assiste aux messes de l'église unitarienne locale et prend de plus en plus de distance avec les quakers, en partie en raison de comportements hypocrites de certains, qui n'hésitent pas à prêcher la prohibition et qui en cachette boivent de l'alcool. D'ailleurs, le temps passant, elle s'éloigne de plus en plus des pratiques religieuses.
Très consciente de l'importance de son apparence et de l'art de la rhétorique, Susan Anthony a pourtant longtemps hésité à prendre la parole en public, craignant de manquer d'assurance. Malgré ces doutes, elle devient peu à peu une femme publique qui s'engage avec conviction à défendre le droit des femmes.

### Militantisme féministe
L'époque d'avant la guerre de Sécession affirme le rôle prépondérant de Susan Anthony dans les mouvements abolitionnistes et de tempérance à New York. En 1836, à l'âge de seize ans, elle organise une pétition contre l'esclavage, en réponse à la loi de la Chambre des représentants interdisant ce genre de moyen de pression. En 1849, à l'âge de vingt-neuf ans, elle devient secrétaire des Daughters of Temperance, ce qui lui donne l'occasion de bénéficier d'une tribune où manifester contre l'abus d'alcool et se faire connaître de l'opinion publique.

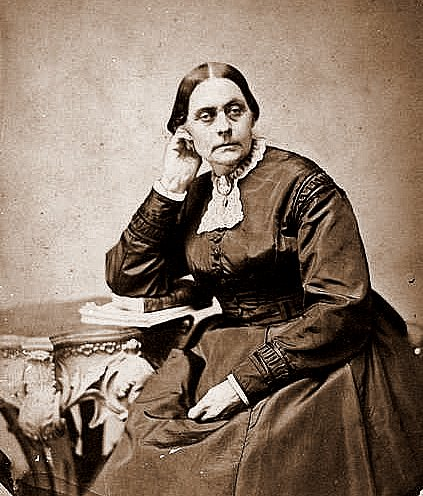
Susan Anthony, à 50 ans, en 1870.

Fin 1850, elle lit dans le New York Tribune un compte-rendu détaillé de la National Women's Rights Convention qui s'est tenue à Worcester (Massachusetts). Dans l'article, le rédacteur en chef Horace Greeley décrit de façon particulièrement admirative l'allocution finale donnée par la féministe Lucy Stone. Cet article finit de convaincre Susan Anthony de consacrer sa vie à défendre les droits des femmes.
En 1851, à Seneca Falls, elle est présentée à Élisabeth Cady Stanton par une connaissance, ainsi qu'à d'autres féministes comme Amelia Bloomer. Avec la première, elle rejoint la première organisation de tempérance féminine aux États-Unis, alors qu'au début de l'année une demande similaire dans une autre organisation s'était vu retourner une fin de non-recevoir, en raison de son sexe. Élisabeth Stanton reste durant sa vie une amie intime de Susan Anthony, en dépit du fait que la première ait eu des positions bien plus radicales dans son combat féministe. Ensemble, elles traversent les États-Unis en donnant des discours et tentant de persuader le gouvernement que la société devait traiter les hommes et les femmes de la même façon. Elle est invitée à parler à la troisième convention annuelle nationale des droits des femmes (National Women’s Rights Convention) qui se tient à Syracuse (New York), en septembre 1852. Elle et Matilda Joslyn Gage font là leurs premiers grands discours publics. Elle commence à rallier des avis et se poser comme une puissante défenderesse de l'émancipation féminine ainsi qu'une voix nouvelle qui donne un nouveau souffle au mouvement. En conséquence, elle participe à chaque convention annuelle, servant même comme présidente en 1858.
En 1856, elle tente d'unifier les mouvements de défense afro‑américain et féministes lorsque, recrutée par l’abolitionniste Abby Kelley, elle devient un agent de l'American anti-slavery society (fondée par William Lloyd Garrison) de New York. S'exprimant à la neuvième National Women’s Rights Convention, le 12 mai 1859, elle déclare : « Où, dans le cadre de notre déclaration d'indépendance, l'homme Saxon obtient-il le pouvoir de priver l'ensemble des femmes et des Noirs de leurs droits inaliénables ? ».

#### The Revolution

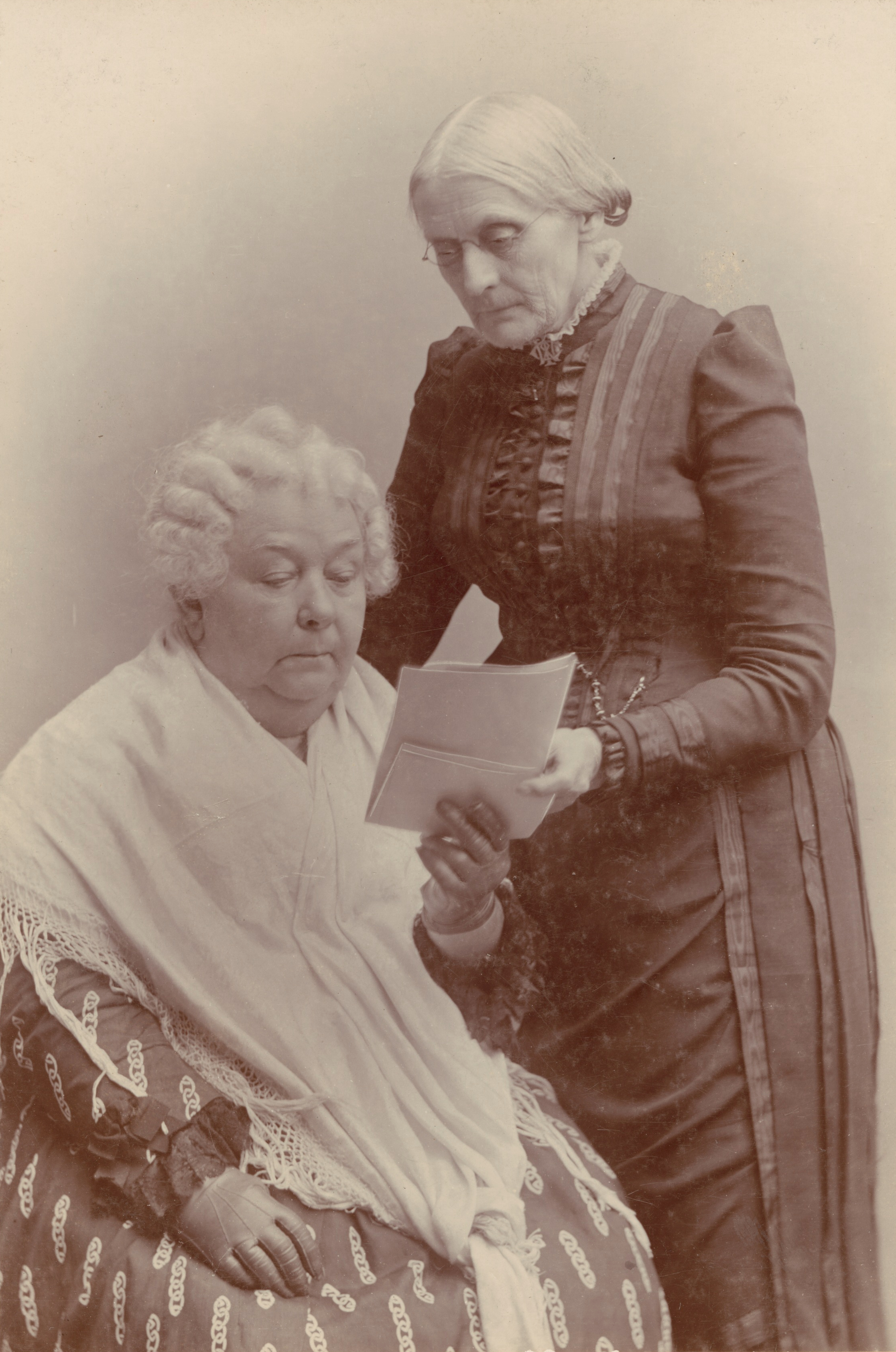
Susan Anthony, debout, auprès d'Élisabeth Cady Stanton.

Le 1er janvier 1868, Susan Anthony fonde un journal hebdomadaire qu'elle appelle The Revolution. Imprimé à New York, sa devise est : « La vraie République - les hommes, leurs droits et rien de plus ; les femmes, leurs droits et rien de moins » (The true republic—men, their rights and nothing more; women, their rights and nothing less). Elle travaille comme éditrice et responsable commerciale, tandis qu'Élisabeth Cady Stanton est rédactrice en chef. L'idée maîtresse du journal est de promouvoir le droit de vote des femmes et des Afro-américains, mais il traite également de l'égalité des salaires, de l'assouplissement des lois sur le divorce et de la position de l'Église à l'égard des femmes. Le journal est financé par l'homme d'affaires indépendant George Francis Train, qui fournit les 600 $ nécessaires au lancement.
Bien qu'elle n'ait jamais été mariée, Susan Anthony écrivait régulièrement son avis au sujet de la sexualité dans le mariage, maintenant qu'une femme devait être autorisée à refuser des relations sexuelles avec son mari (la femme américaine n'avait alors aucun recours légal à l'époque contre par exemple, un viol marital). Elle ne s'est que très peu exprimée sur la question de l'avortement. Pourtant, une chose qui lui tenait à cœur était l'octroi aux femmes du droit d'être maîtresses de leur corps et par conséquent le droit de pratiquer l'abstinence pour éviter des grossesses non désirées.
Les activistes anti-avortement prétendent qu'elle a écrit, en 1869, un article intitulé « Mariage et maternité : la révolution » où elle aborde l'avortement, en faisant valoir que plutôt que de simplement tenter de passer une loi contre, la cause de la maternité devait également être abordée. L'authenticité de cet article a été remise en cause par plusieurs féministes dont l'historienne Ann Gordon et la journaliste Lynn Sherr.

#### Les associations pour l'égalité des droits

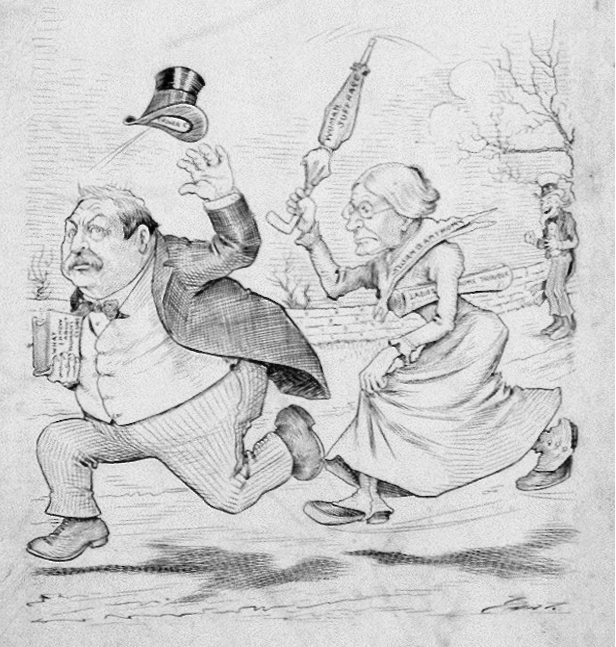
Caricature de presse représentant le président des États-Unis Grover Cleveland et Susan Anthony, dessinée entre 1892 et 1896.

En 1869, Susan Anthony et Élisabeth Cady Stanton fondent la National Woman Suffrage Association (NWSA), une organisation dédiée à faire obtenir le droit de vote aux femmes. Susan Anthony en est la vice-présidente jusqu'en 1892, date à laquelle elle en devient présidente.
Les premières années de la NWSA sont marquées par la volonté de Susan Anthony d'amener les femmes du mouvement ouvrier dans le mouvement suffragiste, mais avec peu de succès. Elle et Élisabeth Stanton sont déléguées à la National Labor Union de 1868. Toutefois, Susan Anthony est plus engagée dans la défense des femmes de la classe moyenne que celles de la classe ouvrière, parce que les premières étaient plus en mesure de parvenir à une relative indépendance économique. À propos de cette controverse, elle est plus tard exclue de la National Labor Union.
En 1890, Susan Anthony orchestre la fusion de la NWSA avec la plus modérée American Woman Suffrage Association (AWSA), aboutissant à la création de la National American Woman Suffrage Association (NAWSA). Cette fusion est critiquée notamment sur la façon dont le vote s'est déroulé, les membres directeurs du parti ainsi que Susan Anthony étant très favorables au rassemblement alors que nombre d'adhérentes qui votaient alors par courrier y étaient opposées.
La poursuite de l'entreprise de Susan Anthony dans sa stratégie d'alliances avec des suffragistes modérées crée des tensions entre elle et des suffragistes plus radicales comme Élisabeth Stanton. Cette dernière critique ouvertement la position de Susan Anthony en écrivant que celle-ci et la chef du AWSA Lucy Stone « ne voient que le suffrage. Elles ne voient pas l'oppression religieuse et sociale de la femme ». L'attaquée répond alors : « Nous sommes plus de dix mille femmes et chacune a des opinions... et nous ne pouvons pas nous préoccuper de caprices et de préjugés pour d'autres sujets au lieu de travailler pour l'obtention du droit de vote ». La création de la NAWSA marginalise en effet les éléments les plus radicaux du mouvement, y compris Élisabeth Cady Stanton. Susan Anthony est encouragée à être la première présidente du mouvement, grâce en partie à l'influence amoindrie d'Élisabeth Stanton par les mouvances les moins radicales. Susan Anthony s'appuie fréquemment sur les talents oratoires d'Anna Howard Shaw, également membre de la NAWSA.

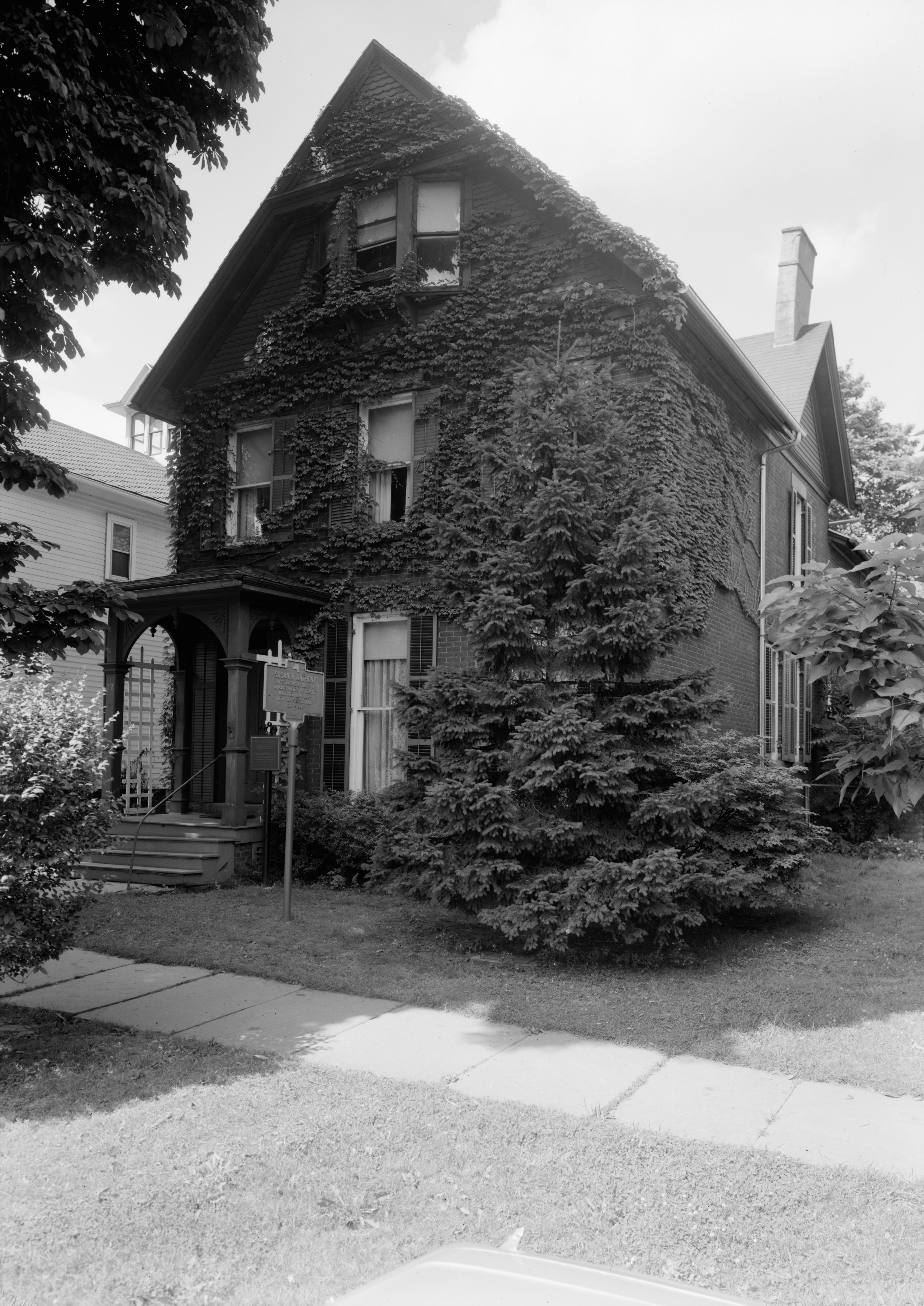
La maison de Susan Anthony, à Rochester.

En collaboration avec Élisabeth Stanton, Matilda Joslyn Gage et Ida Husted Harper, Susan Anthony publie Histoire du suffrage féminin (The History of Woman Suffrage, en 4 volumes, publié à New York, 1884–1887). Elle se lie aussi d'amitié avec Josephine Brawley Hughes, une défenderesse des droits des femmes en Arizona et Carrie Chapman Catt, dont Susan Anthony approuve l'arrivée à la présidence de la NAWSA lorsqu'elle prend officiellement sa retraite, en 1900. Ida Husted Harper publie une biographie la concernant en 1898 : The Life and Work of Susan B. Anthony. Including Public Addresses, Her Own Letters and Many from Her Contemporaries During Fifty Years.

### Décès
Après avoir pris sa retraite en 1900, Susan Anthony reste à Rochester, où elle meurt d'une maladie cardiaque et d'une pneumonie dans sa maison au 17 rue Madison, le 13 mars 1906.
Susan Anthony repose au Mount Hope Cemetery (Rochester) (en).
Après sa mort, le Sénat de l'État de New York adopte une résolution en souvenir de son « travail incessant, d'un grand courage désintéressée et d'une dévotion philanthropique pour la cause de l'égalité des droits politiques pour les femmes ».

## Postérité

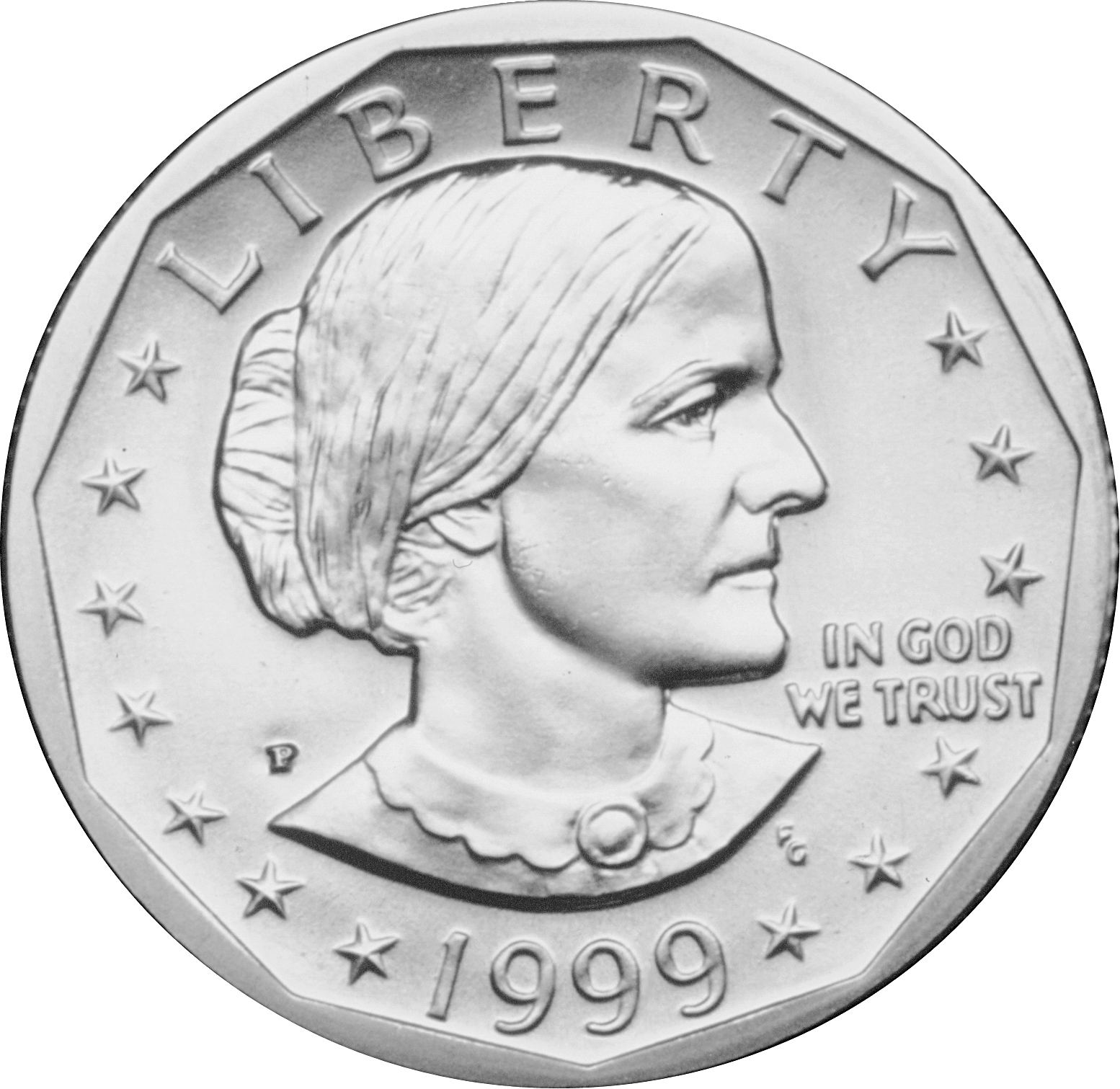
Dollar Susan B. Anthony avec le profil de Susan Anthony.

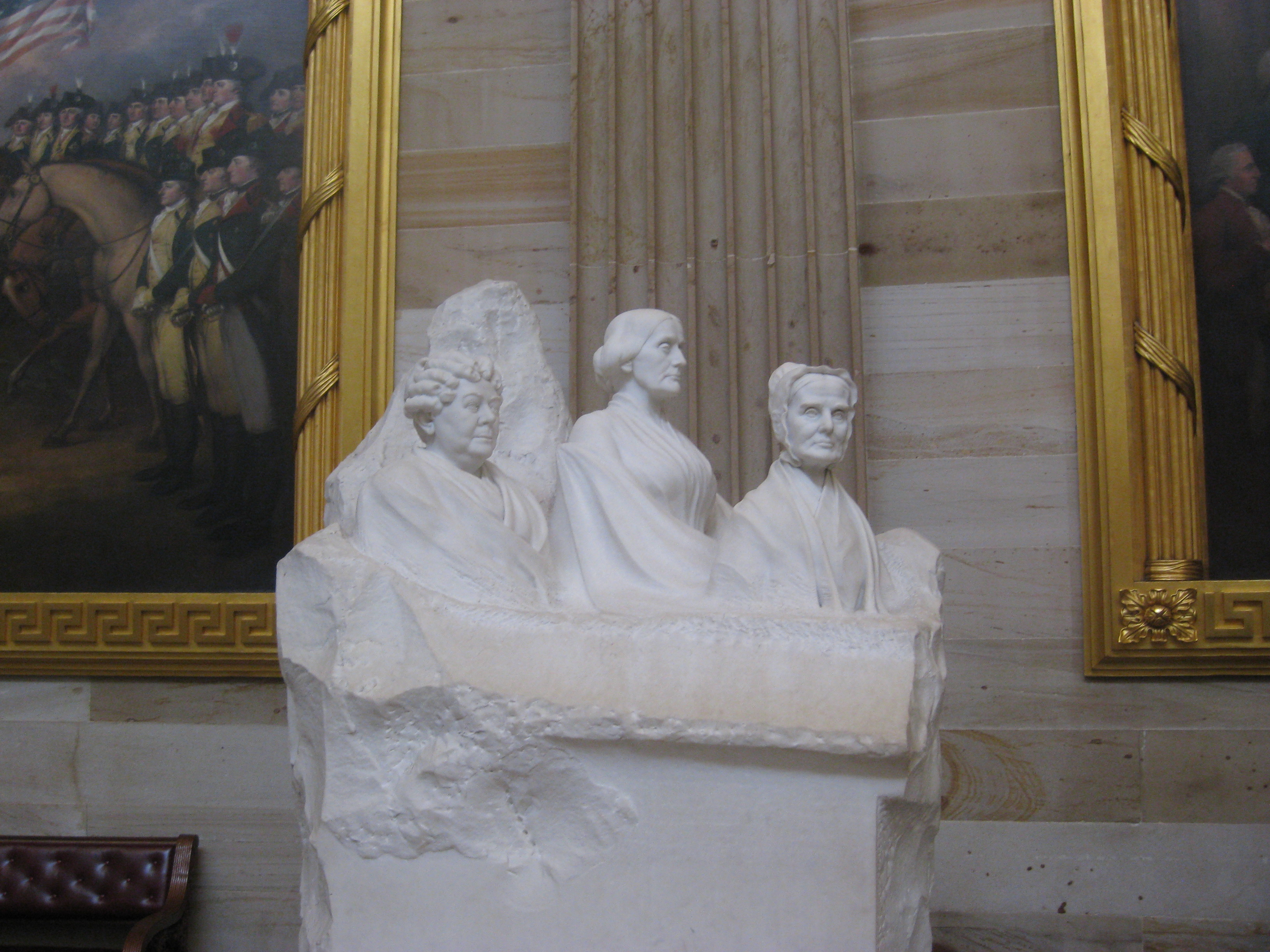
Statue en marbre des trois suffragistes Lucretia Mott, Susan B. Anthony et Elizabeth Cady Stanton par la sculptrice Adelaide Johnson (1921). Auparavant placée dans la crypte du Capitole, elle se trouve désormais dans sa rotonde.

Susan Anthony, morte quatorze ans avant l'adoption du Dix-neuvième amendement de la Constitution des États-Unis donnant aux femmes du pays le droit de vote, est célébrée par la présence de son profil sur le dollar Susan B. Anthony, une pièce d'un dollar US. Elle est alors la première figure féminine non allégorique à être représentée sur une pièce américaine.
Un timbre commémoratif de 3 cents (pour les 16 ans de l'adoption du XIXe amendement) est émis en 1936 avec son portrait et un autre en 1958.
Sa maison de Battenville a été inscrite au registre historique de l'État en 2006, et au registre national en 2007. Sa maison a Rochester figure sur la prestigieuse liste du National Historic Landmark depuis 1966.
Tout comme Élisabeth Cady Stanton et Lucretia Mott, elle est représentée sur la statue The Woman Movement (« Le mouvement féminin »), œuvre d'Adelaide Johnson réalisée en 1921 et aujourd'hui exposée au Capitole des États-Unis. En 1947, le compositeur Virgil Thomson et la poétesse Gertrude Stein créent un opéra, intitulé The Mother of Us All (« Notre mère à tous ») qui est librement inspiré de la vie et du combat de Susan Anthony. L'antagoniste principal de la troisième saison du feuilleton télévisé américain Prison Break, Gretchen Morgan, se présente initialement au héros Lincoln Burrows comme « Susan B. Anthony », un alias qu'elle continue d'utiliser par la suite.
En 1936, un projet de loi est déposé au Congrès des États-Unis afin que son effigie soit rajoutée sur le mont Rushmore, projet rejeté car le financement n'a été approuvé que pour les sculptures déjà commencées,.
Depuis les grandes revendications féministes relatives à l'avortement a lieu un débat entre ceux qui défendent et rejettent que Susan Anthony y était opposée. Sa maison de naissance est achetée en août 2006 par Carol Crossed, fondatrice de l'antenne new-yorkaise du mouvement anti-avortement Democrats for Life, arguant de ce qu'elle était « une fervente critique de l'avortement ». À l'inverse, les militants pro-choix disent que la comparaison est « incorrecte et historiquement douteuse », arguant du fait que les positions sur l'avortement au XIXe siècle et aux siècles suivants n'étaient pas à mettre sur le même plan.
En 1973 elle est admise au National Women's Hall of Fame.
Susan B. Anthony est une des 39 convives attablées dans l'œuvre d’art contemporain The Dinner Party (1974-1979) de Judy Chicago.
Le 11 février 2011, la démocrate Carolyn Maloney propose lors de la 112e session de la Chambre des représentants un projet de loi, le Susan B. Anthony Birthday Act, qui aboutit à la création du Susan B. Anthony Day,.
Le 18 août 2020, à l'occasion du centenaire du 19e amendement de la Constitution des États-Unis, Susan Anthony est graciée à titre posthume par le président Donald Trump,,.